# بيت احمد محمد (ذي السفال)

تعديل مصدري - تعديل

بيت احمد محمد محلة تابعة لقرية الزغرور، التابعة لعزلة الحبلة بمديرية ذي السفال إحدى مديريات محافظة إب في الجمهورية اليمنية، بلغ تعداد سكانها 94 حسب تعداد اليمن لعام 2004.